# Antoine Barnave

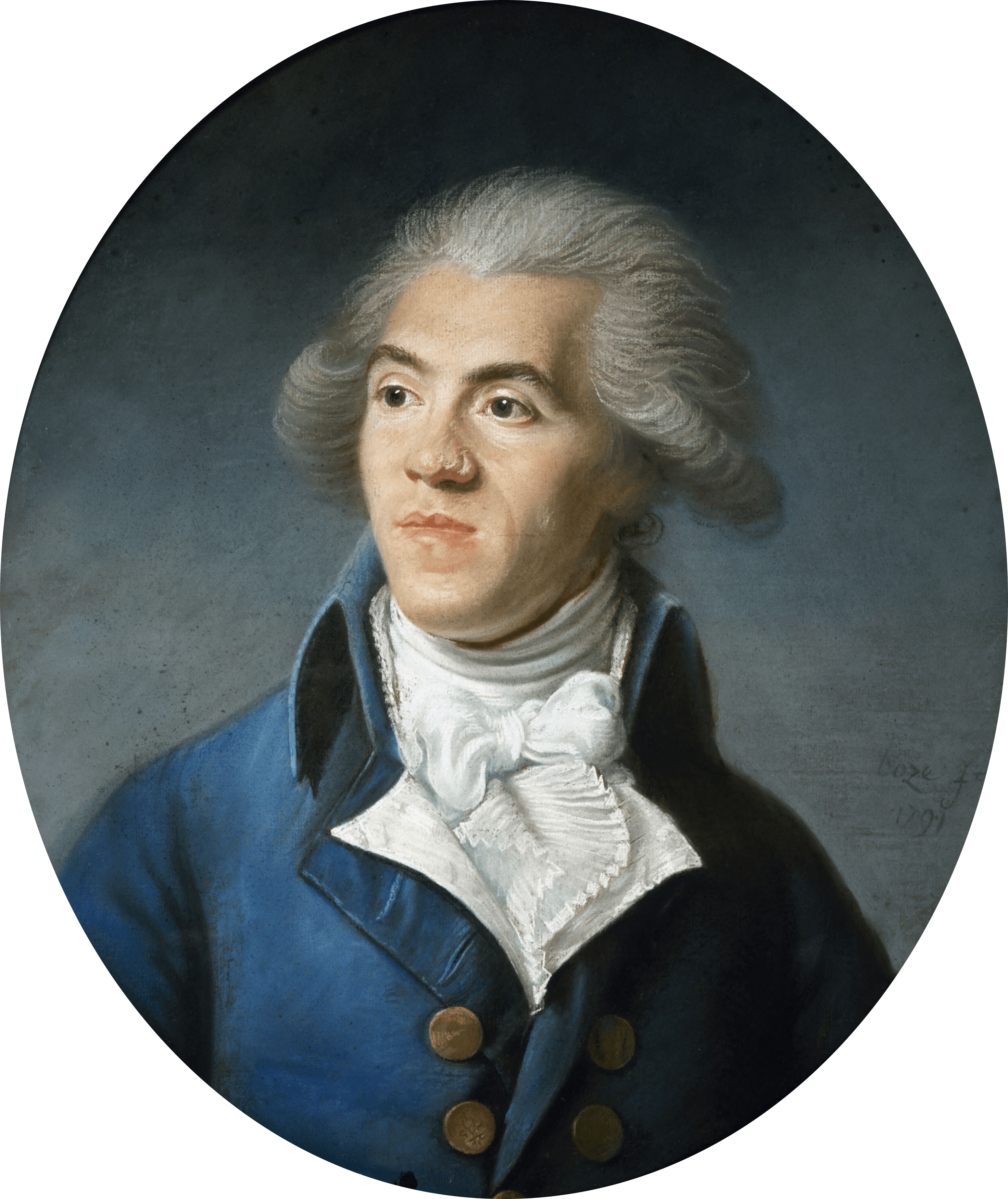
Antoine Barnave (Gemälde von Joseph Boze, 1791).Barnaves Unterschrift:

Antoine-Pierre-Joseph-Marie Barnave (* 22. Oktober 1761 in Grenoble; † 29. November 1793 in Paris) war ein französischer Politiker während der Französischen Revolution. Im Herbst 1790 war er kurzzeitig Präsident der Nationalversammlung.

## Leben

### Herkunft
Er entstammte einer protestantischen Familie; sein Vater war Anwalt im Parlament von Grenoble, und seine Mutter guter Herkunft. Seine Mutter bildete ihn aus, weil er als Protestant nicht die Schule besuchen konnte. Mit zweiundzwanzig machte er durch eine Rede vor dem örtlichen Parlement über die Gewaltentrennung auf sich aufmerksam. Die Dauphiné war eine der ersten Provinzen, in denen man die Erregung über die aufkommende Revolution spüren konnte; und Barnave war einer der ersten, der der allgemeinen Stimmung mit dem Pamphlet Esprit des édits enregistrés militairement am 20. Mai 1788 eine Stimme verlieh. Er wurde unmittelbar mit seinem Vater zum Abgeordneten in die Ständeversammlung der Dauphiné gewählt und spielte dort eine führende Rolle bei Debatten.

### Aufstieg

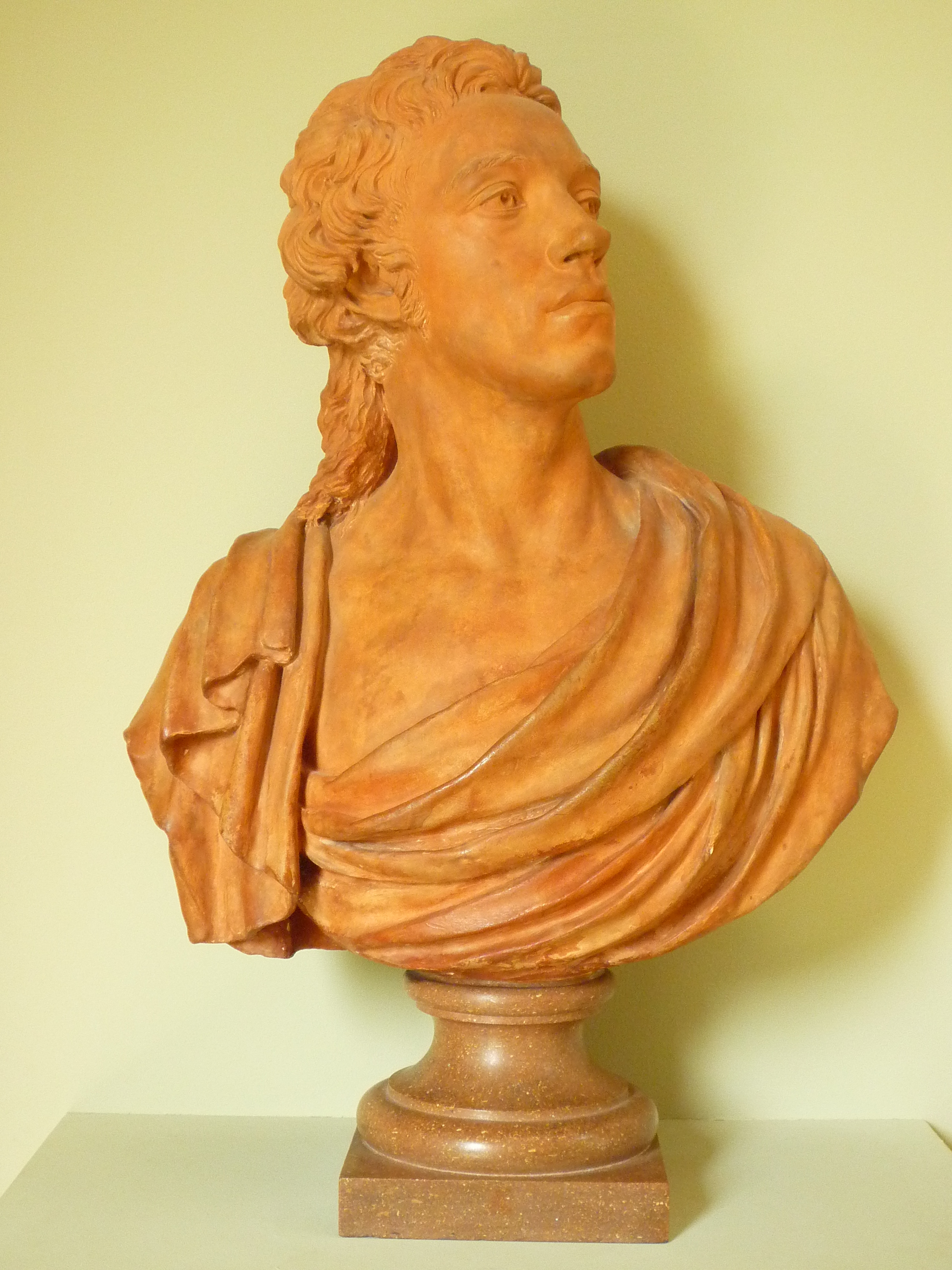
Antoine Barnave (Terrakottabüste, Jean-Antoine Houdon, Musée de Grenoble)

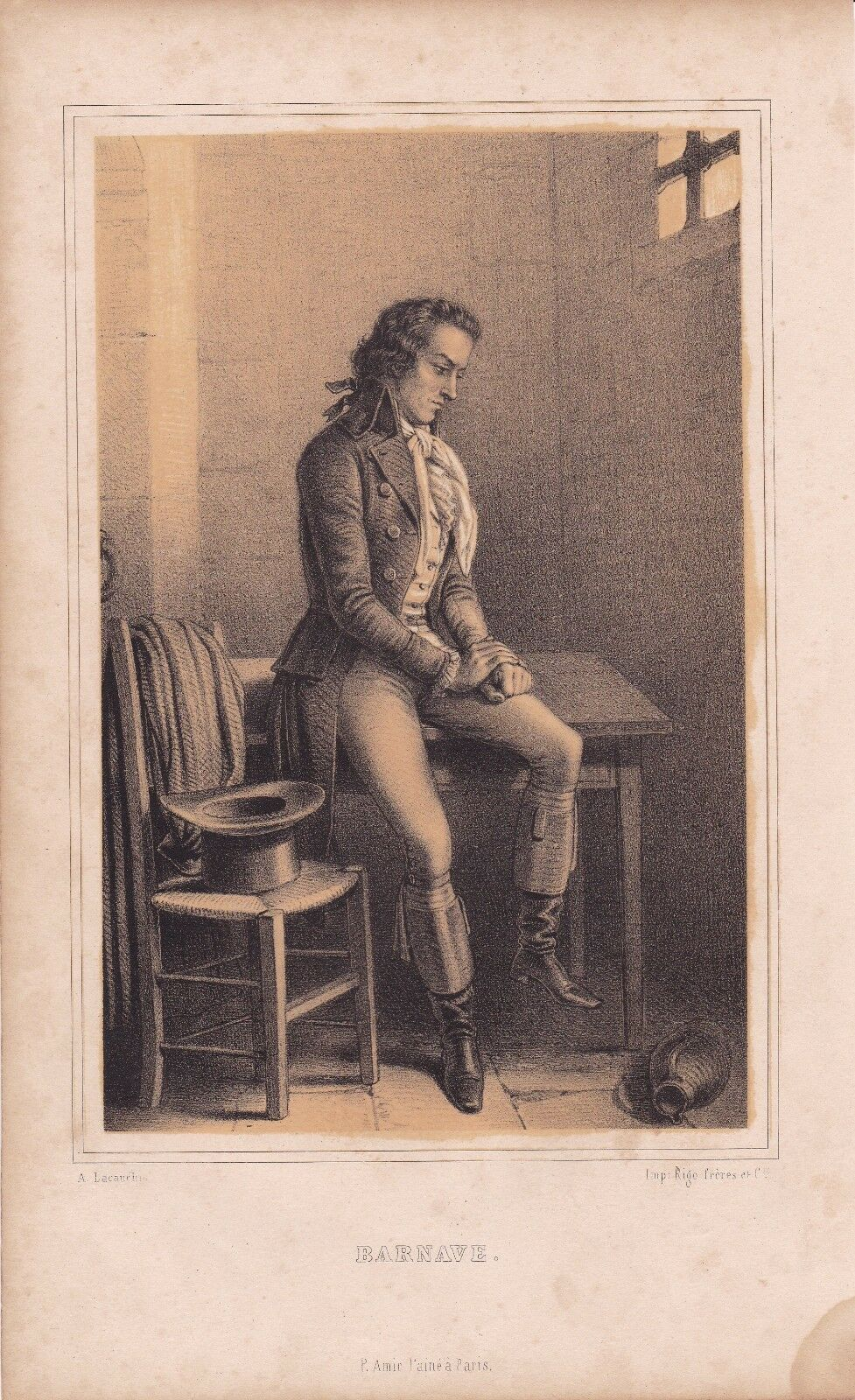
Antoine Barnave in Gefangenschaft (Zeichnung, 1849)

Wenige Monate später, kurz nach der Einberufung der Generalstände am 5. Mai 1789 in Versailles, wurde Barnave in seiner Heimatprovinz als Abgeordneter des Dritten Standes gewählt. Er machte schon bald Eindruck auf die Versammlung und befreundete sich mit den meisten Führern der populären Partei. Mit Adrien Duport und Alexandre Lameth bildete er die Gruppe, die während der Verfassunggebenden Versammlung (Konstituante) als „Triumvirat“ bezeichnet wurde. Er nahm an der Besprechung über die Forderungen der drei Stände teil und entwarf die erste Eingabe an den König. Er unterstützte Sieyès’ Vorschlag, dass die Versammlung sich Nationalversammlung nennen solle. Bis 1791 war er eines der Hauptmitglieder des Klubs, der später als Jakobinerklub bekannt wurde, und verfasste dessen Manifest und Regeln.
Obwohl er leidenschaftlicher Verfechter der Freiheit war, hoffte er die Unabhängigkeit Frankreichs und der Monarchie zur gleichen Zeit zu sichern. Aber er wurde mitgerissen von den politischen Strömungen der Zeit, und er beteiligte sich an den Angriffen auf die Monarchie, den Klerus, die Kirchengüter und die Provinzparlamente. Abgesehen von Mirabeau war er der gewaltigste Redner in der Nationalversammlung. Bei mehreren Gelegenheiten stand er in Gegnerschaft zu Mirabeau. Nach dem Sturm auf die Bastille versuchte er den Thron zu retten. Er verfocht das aufschiebende Veto und die Einrichtung von Geschworenenprozessen in zivilrechtlichen Angelegenheiten, stimmte aber mit der Linken gegen das Zweikammernsystem. Sein leidenschaftlicher Streit mit Mirabeau und Jacques Antoine Marie de Cazalès über die Frage, ob dem König das Recht zustehe, über Krieg und Frieden zu entscheiden (16. – 23. Mai 1790), gilt als eine der bemerkenswertesten Szenen in der Geschichte der Nationalversammlung. Dabei verfocht Barnave den demokratischen Standpunkt gegen ein alleiniges Recht des Königs.
Im August 1790 focht er nach einer heftigen Debatte ein Duell gegen Cazalès, in dem er leicht verwundet wurde. Ende Oktober wurde er zum Präsidenten der Nationalversammlung ernannt. Beim Tod Mirabeaus wenige Monate später bezeugte er seine Anerkennung für dessen Dienst an der Allgemeinheit und bezeichnete ihn als den Shakespeare der Redekunst. Bei der Verhaftung der königlichen Familie in Varennes nach ihrem Fluchtversuch war er einer der drei Kommissare, die sie zurück nach Paris geleiteten. Auf der Reise war er tief bewegt vom Schicksal Marie-Antoinettes und beschloss zu tun, was er konnte, um ihr beizustehen. In einer der kraftvollsten Reden behauptete er die Unantastbarkeit der Person des Königs.

### Tod
Seine öffentliche Karriere ging mit der Auflösung der Verfassunggebenden Versammlung zu Ende, und Anfang 1792 kehrte er nach Grenoble zurück. Seine Sympathie und Beziehungen zur königlichen Familie, der er einen Plan zur Gegenrevolution vorgelegt hatte, und sein Wunsch, die fortschreitende Revolution aufzuhalten, brachten ihn in Verdacht des Verrats. Er wurde in der Nationalversammlung denunziert (15. August 1792), festgenommen und zehn Monate lang in Grenoble gefangengehalten, dann nach Fort Barraux überführt und im November 1793 nach Paris. Am 28. November erschien er vor dem Revolutionstribunal und wurde auf der Basis kompromittierender Papiere verurteilt, die im Palais des Tuileries gefunden worden waren. Am nächsten Tag wurde er durch die Guillotine hingerichtet.

## Werke
- Madame Saint-Germain, M. Bérenger (Hrsg.): Oeuvres de Barnave. 4 Bände. Paris 1843 (französisch).
- Eberhard Schmitt (Hrsg.): Antoine Barnave. Theorie der Französischen Revolution. Fink, München 1972; DNB 730279316.